# Bart Voncken
Bart Voncken (Landgraaf, 14 februari 1984) is een Nederlandse zanger en gitarist. Hij was een van de zeven leden van de jongerenband K-otic, die voortkwam uit het Yorin-programma Starmaker.

## Biografie
Met Starmaker-collega Sita Vermeulen scoorde Voncken als Sita & Bart de hit I Was Made To Love You. Het nummer Supergirl van de Duitse band Reamonn flopte in eerste instantie, maar werd later alsnog een hit omdat Voncken het veel zong tijdens Starmaker. Toen K-otic, zoals de groep na hun debuutsingle zich noemde, er in 2003 mee stopte, ging Voncken verder in de muziekwereld. Hij ging studeren aan de Rock Academie. Tevens legt hij zich toe op tekstschrijven. Hij schreef onder meer samen met Jim Bakkum het nummer 'Raak me aan' dat op Bakkums vierde album Vrij (2007) kwam te staan. In november 2006 stond Voncken opnieuw in de Top 40 met de band XYP. Deze band was half Engels, half Nederlands en opgericht door onder meer Gary Barlow, Take That. In november 2007 kondigden twee van de zes bandleden aan te stoppen. Daarop zetten de overige leden van XYP er ook een punt achter. Op 2 december 2007 werd het laatste concert gegeven. Voncken werd vervolgens A&R manager van onder meer de Nederlandse poppunk-band Destine.
In 2019 is Voncken te horen en te zien als zanger in de I love Holland band, in het programma Ik hou van Holland.
In 2021 is Voncken een van de achtergrondzangers bij Beste Zangers.
In 2024 verscheen het lied 'Slaapwandelaar', gezongen door Voncken, in samenwerking met Fluitsma & Van Tijn.